# Русская дискотека (фильм)
«Русская дискотека» (нем. Russendisko) — немецкая романтическая комедия 2012 года по одноимённому автобиографическому роману Владимира Каминера. Роман экранизирован Оливером Цигенбальгом (нем. Oliver Ziegenbalg). Съёмки прошли на студии «Бабельсберг» в Потсдаме. Анимационная заставка, финальные титры и одна сцена фильма выполнены аниматором Аллой Чуриковой.

## Сюжет
Фильм рассказывает о трёх друзьях — Владимире, Мише и Андрее, решивших летом 1990 года покинуть СССР и податься в только что пережившую мирную революцию Германию для осуществления своей мечты. Друзья обосновались в Восточном Берлине.

## Рецензии
Критик Грегор Квак пишет в газете Frankfurter Allgemeine Zeitung: «Любовь, умение жить и алкоголь: Экранизация автобиографического романа Владимира Каминера „Русская дискотека“ удалась. Прежде всего впечатляет аутентичная фонограмма». Однако его коллега Берт Ребхандль расценивает фильм как «провал по полной программе».

## В ролях

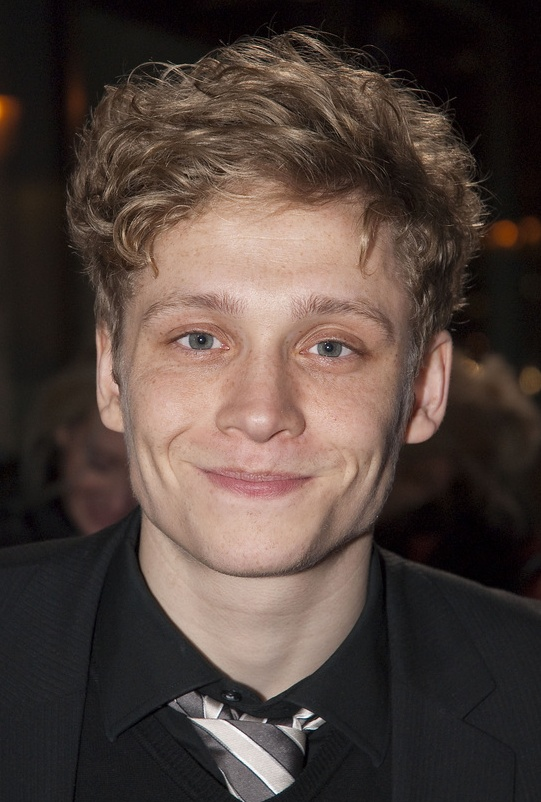
Маттиас Швайгхёфер — исполнитель главной роли в фильме.

- Маттиас Швайгхёфер — Владимир
- Фридрих Мюкке — Миша
- Кристиан Фридель — Андрей
- Пери Баумайстер — Ольга
- Сузанне Борман — Ханна
- Фелина Рогган — Хелена

## Саундтрек
1. Lars Löhn — Schaufenster
2. Leningrad — Super Good
3. RotFront — B-Style
4. VV — You Took The Piss Out Of Me
5. Svoboda — Marusya
6. Lars Löhn — Wladimir & Olga
7. RotFront — Ya Piv
8. Amsterdam Klezmer Band — Son
9. Leningrad — Kak Zhit'
10. Leonid Soybelman — Nur Einmal Im Leben
11. Golem — Odessa
12. Dr. Bajan — Moldavaneska
13. Leningrad — Tufel' Ki
14. Lars Löhn — Schlussmusik
15. Friedrich Mücke — Dorogoi Dlinnoyu